# Annemarie Selinko
Annemarie Selinko (1. září 1914, Vídeň – 28. července 1986, Kodaň) byla rakouská spisovatelka, autorka řady knih, které se v německojazyčném prostoru staly bestsellery. Narodila se ve Vídni, ale poté dlouho žila v Německu. V roce 1939 uprchla před nacisty do Dánska, spolu se svým dánským manželem, ale v roce 1943 museli oba uprchnout znovu a usadili se pak ve Švédsku. Později žila v Paříži, Londýně, aby se nakonec vrátila do Kodaně, kde dožila. Její sestru Liselotte nacisté zavraždili, Annemarie jí pak dedikovala svůj poslední román Désirée (1951), který se stal jejím zdaleka nejslavnějším. Pojednává o skutečné události – lásce a krátkodobém zasnoubení Désirée Clary (budoucí švédské a norské královny) a francouzského císaře Napoleona Bonaparta. Kniha byla přeložena do 25 jazyků a prodalo se jí přes milion výtisků. V roce 1954 podle ní byl natočen stejnojmenný hollywoodský film s Marlonem Brandem a Jean Simmonsovou v hlavních rolích. V anketě České televize Kniha mého srdce, která v roce 2009 hledala nejoblíbenější knižní dílo českých čtenářů, se román Desirée umístil na 85. místě.